# Schulenbergtunnel

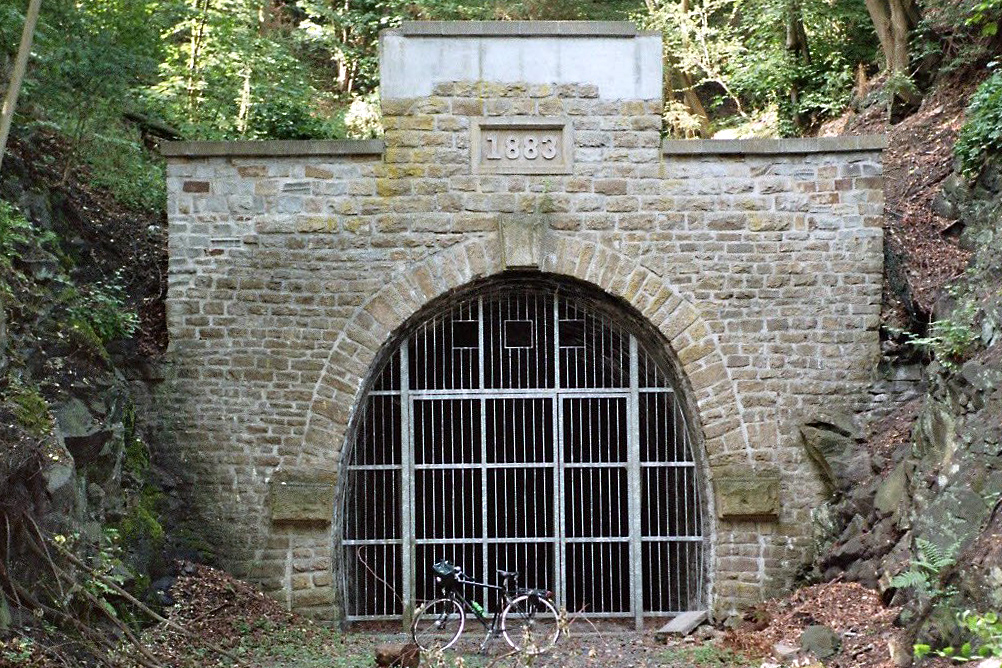
Der Schulenbergtunnel vor dem Ausbau 2008

Der Schulenbergtunnel ist ein 195 Meter langer, ehemaliger Eisenbahntunnel in Hattingen in Nordrhein-Westfalen, der heute Fußgängern und Radfahrern dient.

## Geschichte
Der Tunnel wurde 1883 erbaut und 1884 die durch ihn führende Bahnstrecke Wuppertal-Wichlinghausen–Hattingen, die sogenannte Kohlenbahn von Wuppertal nach Hattingen, eröffnet. Der Personenverkehr wurde 1979 eingestellt, 1984 folgte der Güterverkehr.
Am 23. September 2008 wurde er nach Abschluss der im Jahr 1989 begonnenen Umbaumaßnahmen der ehemalige Eisenbahnstrecke für den Radverkehr freigegeben. Nachts sollte er dem ursprünglichen Konzept nach geschlossen bleiben, der Posten des Schlüsselbeauftragten wurde jedoch nicht besetzt.
Als wichtige Verkehrsverbindung ist der Tunnel ganzjährig und auch nachts befahrbar. Ausnahmen hiervon waren bisher nur durch Kunstaktionen oder sich im Tunnel bildende Eiszapfen (Ostern 2013) begründet.
Der Tunnel ist Teil des 2008 neu angelegten Von-Ruhr-zur-Ruhr-Radwegs und der Fußballroute NRW. Der südöstliche Eingang liegt an der Bredenscheider Straße entlang des Sprockhöveler Bachs. Das nordwestliche Ende liegt östlich der Grünstraße in Hattingen.

## Galerie

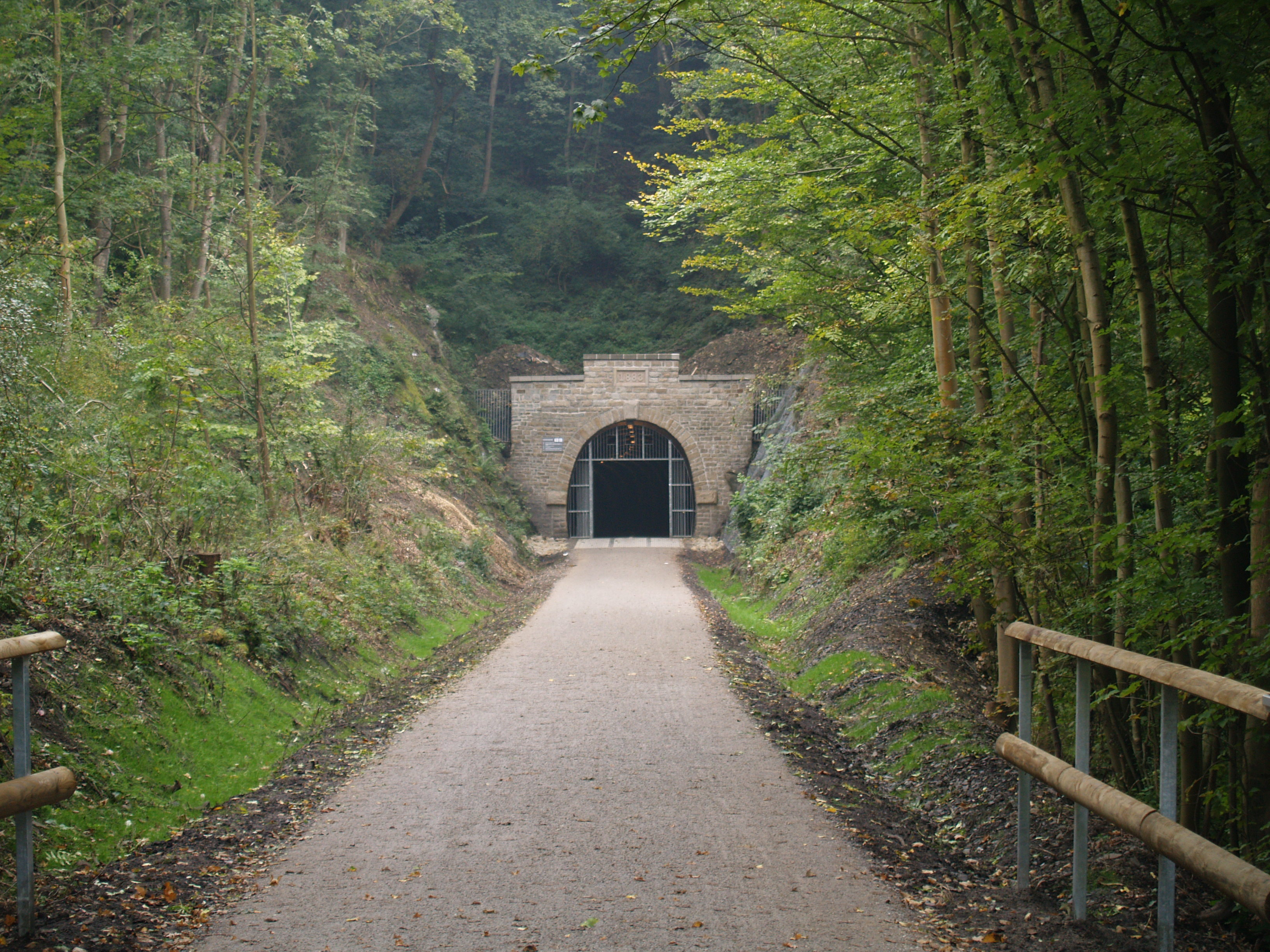
Südeingang des Schulenbergtunnels
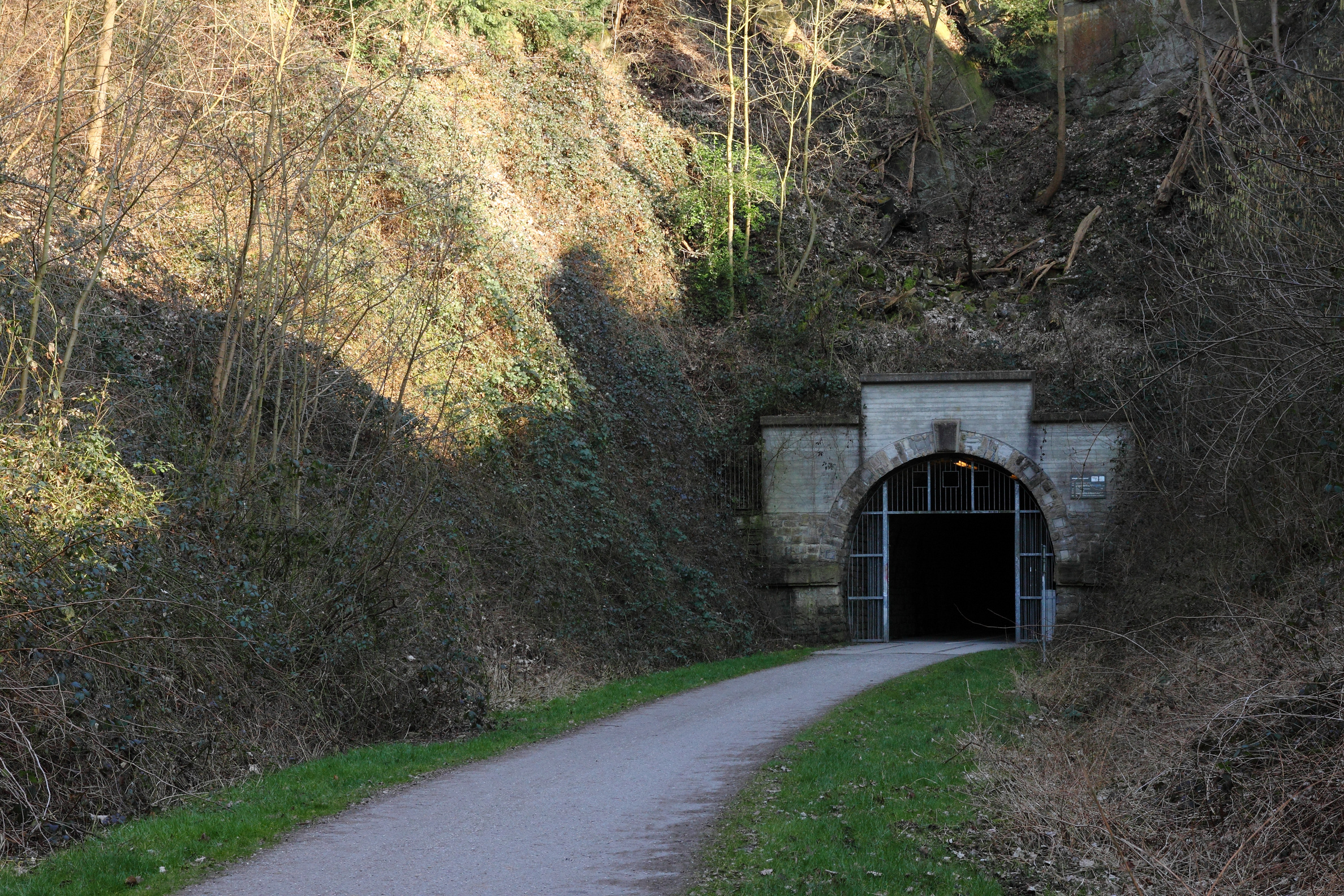
Nordwesteingang des Schulenbergtunnels
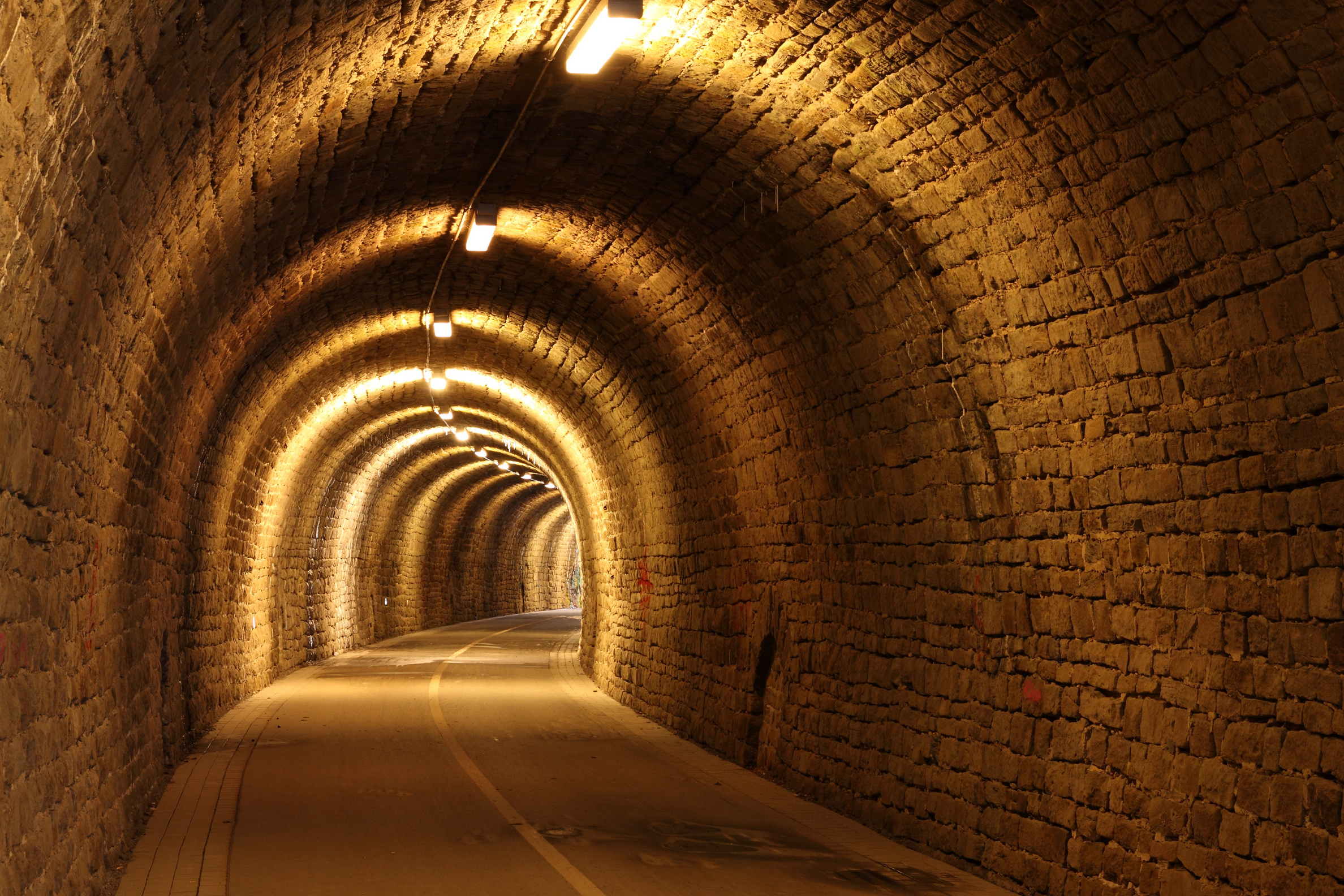
Beleuchteter Innenraum, Blickrichtung nach Osten (aus Hattingen kommend)

Koordinaten: 51° 23′ 18,1″ N, 7° 11′ 17,5″ O